# Ș

Litery z przecinkiem w alfabecie rumuńskim (u góry). U dołu – podobne litery z cedyllą.

Ș ș (s z przecinkiem) – litera alfabetu rumuńskiego. Wymawiana jest podobnie do polskiego "sz" – IPA: [ʃ].
Litera nie występowała w starszych wersjach Unikodu, w jej miejscu używano zwykle Ş (s z cédille). Wprowadzono ją dopiero w wersji 3.0 na żądanie organu standaryzacyjnego Rumunii – wiele komputerów nadal nie dysponuje czcionkami z tym znakiem ani układem klawiatury zawierającym te znaki.

## Kodowanie

### Unicode
W standardzie Unicode S z przecinkiem jest kodowane na następujących pozycjach:
- wielka litera Ș: U+0218,
- mała litera ș: U+0219.

W transformacji UTF-8 litera ta jest kodowana w następujący sposób:
- wielka litera Ș: 0xC8 0x98
- mała litera ș: 0xC8 0x99

### ISO 8859-16
W standardzie ISO 8859-16 S z przecinkiem jest kodowane na następujących pozycjach:
- wielka litera Ș: 0xAA,
- mała litera ș: 0xBA.

### HTML i JavaScript
Gdy wpisywanie tych liter jest niemożliwe lub gdy strona musi być zakodowana w charsecie innym niż UTF-8 (lub bardzo rzadko używanym ISO-8859-16), w kodzie HTML można użyć następujących kodów:
- wielka litera Ș: &#536; lub &#x218;
- mała litera ș: &#537; lub &#x219;

Analogiczne kody dla JavaScriptu to:
- wielka litera Ș: \u0218
- mała litera ș: \u0219